# ビースト (X-メン)
ビースト（Beast, もしくはザ・ビースト、The Beast, ドクター・ヘンリー・フィリップ・”ハンク”・マッコイ、Dr. Henry Philip "Hank" McCoy）は、マーベル・コミックに登場する架空のスーパーヒーローであり、ミュータント達によるヒーローチーム・X-メンの一員。作家のスタン・リーとアーティスト兼共作家ジャック・カービーによって製作され、『アンキャニィX-メン』1号（1963年9月）で初登場した。
ミュータントであるビーストは超人的な怪力と瞬発力を備えており常人と比べて巨大な手足を持つ。潜在的な生理機能の変質が活発化してから、彼は次第に動物的な身体的な特徴、つまり蒼い毛皮、猫のような顔だち、尖った耳、牙、爪、そして強化された肉体的な力と感覚機能を得ている。
獰猛そうな外見に反して、彼は温和な気質で優れた画家であり、作家であり、科学者で、とりわけ生物化学や遺伝学の権威である。X-メンのメディカルドクターであり、エグゼビアの学園（the X-Men's headquarters and school for young mutants）で科学と数学を教えている。彼はミュータントの政治的な活動家でもある。野生の衝動と拒絶に対する恐怖と戦いながら、ビーストは己の肉体的・精神的な天賦の才能を人類とミュータントにとってのよりよき世界の創造に捧げている。彼はユーモアに関しては機知に富んだセンスを持ち合わせている。
設立当時のX-メンの一員であり、ビーストはX-メン関連のコミックスに終始一貫して登場している。彼は『オールスター』チームであるアベンジャーズやディフェンダーズのメンバーだった事もある。

## Publication history
ビーストを制作したのはスタン・リーとジャック・カービーである。スタン・リーは『X-Men: The Ultimate Guide』の序文でビーストを野獣のような外面と対照的にX-メンのなかで最も理路整然として能弁で読書家に仕立て上げたと書いている。更に、その本では『オリジナルのX-メン達の魅力的で繊細な性格描写』に賞賛を集めたのはワーナー・ロスとロイ・トーマスのチームであるとの意見を述べている。（Jay Gavin名義で）ロスは18号でカービーを完全に受け継いでトーマスは新たな才能であった。ビーストは39号で他のX-メンと一緒に、新しい読者層にアピールするために個性的なカラフルな新たなコスチュームを与えられた。その後おそらくは「エキサイティングなアート」を加えたジム・ステランコが去ると、ロスがニール・アダムズと共に復帰した。アダムズはカービーのスタイルに『リアリズムや理想化された美、叙事詩的な雄大さ』をブレンドし、のちに『アンキャニィX-メン』と呼ばれる『The X-Men』シリーズを作り上げ、1960年代後半から続くもっともポピュラーなスーパーヒーローコミックの一つとなった。1972年の『アメイジングアドベンチャー』誌の11号で、ビーストは外見的に劇的な変化を遂げ、現在の様な毛皮に覆われたクリーチャーに姿を変えた。
その後、十年ほどアヴェンジャーズやデフェンダーズ、X-ファクターといったいくつかのチームの一員として登場していた。最終的にビーストがX-メンに戻ってきたのは1991年の『X-ファクター』70号および『X-メン』1号である。2001年の『アンキャニィX-メン』390号ではビーストはレガシーウイルスの治療法を確立し、同年の『エクストリームX-メン』3号ではビーストはネコの様な姿へさらなる変貌を遂げた。『エクストリームX-メン』Vol.1の裏表紙における証言によれば、ビーストの性格描写に大きく貢献したのは、その作品と『アンキャニィX-メン』（16年間連続）、『X-ファクター』のライターであるクリス・クレアモントだという。

## 経歴
ヘンリー・フィリップ・マッコイはアメリカのイリノイ州Dunfeeで生まれた。父親はノートン・マッコイ、母親はエドナ・マッコイ。彼の父はハンクが生まれる以前に地元の原子力発電所に務めており、いちど酷く放射線に晒されており、どうやらそれが息子のミューテーションの原因になったようだ。ハンクは生まれつき優れた思考力と人間にしては並外れて大きな手足を持っていた。実際、彼の肉体のプロポーションはゴリラのそれと似ており、後に語られたストーリーでは彼の学校でのあだ名は『Magilla Gorilla』であった。

### X-メン参加
ヘンリーのミューテーションは青年期にさしかかって完全にハッキリしたものとなり、さらなる力と俊敏さを得て学校に留まっていたわずかな期間、運動競技では優れた成績を収めるようになった。しかし、間もなく同級生や非ミュータントから敵愾心を強める事になった。避難所を求めるうちに、チャールズ・エグゼビア教授が彼に近づき、彼が運営する恵まれし子らの学園へと招いた。
ヘンリーは自分を受け入れてくれる施設へと向かう適時と考え、その申し出を了承した。彼はその学校が科学的知識の洗礼盤であると共に、安住の、そして後に彼自身がその地位を受け入れ、コードネーム・ビーストを授ける事になる『X-メン』へと繋がる場所である事を理解した。
デンジャールームでトレーニングに励みながら、彼はエグゼビアの指導の下、微分方程式からプルーストに至るまでさまざまな科目を学んでいく。

### X-メン脱退後
ハンクは20歳の誕生日を迎えて間もなく、自分がもはや『strangest teens of all』の一人ではないと主張してX-メンを去った。『Amazing Adventures』(vol. 2) #11では彼は有名企業で遺伝子学研究施設で研究者になっていた。彼のアシスタントのリンダ・ドナルドソンは間もなく彼のガールフレンドとなった。ハンクは誰もが一時的にミュータントになれる『hormonal extract』を分離した。自分の研究を盗もうとする企てを挫こうとする際に、自分自身にも外見を変える為に使用したが、長く待ちすぎた為にプロセスを逆行させる事ができず、永久的に変身したままになってしまった。彼には体中に灰色の（後に青くなった）毛皮が生え、尖った耳、長い犬歯、爪、クモのように壁や天井を走る能力、優れた五感、加速された自己治癒力、コントロールが難しい野性的な側面を獲得する事になった。マスターマインドに記憶を抹消されてからしばらくの間ブラザーフッド・オブ・イーヴィル・ミュータンツに加わっていたが、すぐに回復した。ブランド社の研究所に戻ると、彼はガールフレンドのリンダ・ドナルドソンは共産主義者から送り込まれたスパイである事、胸の張り裂ける様な思いをしながらもその対決が避けられないものだという事を知った。

### アベンジャーズ参加
この変貌から間もなく、彼はアベンジャーズから誘いを受けてその一員となり、以降長らくチームに残る事になる。そこで彼はワンダーマンと親しい友人となった。彼は『ダーク・フェニックス・サーガ』など時折必要に応じてX-メンにいる友人達の元に戻っていた。彼はその度にアベンジャーズに戻っていたが、最終的にチームが新たなメンバーを招き入れられるように（当時定員を6名と定めていた。）去る事にした。

### ディフェンダーズ参加
彼は次にディフェンダーズに参加し、最初の解散時に最後まで生き残ったメンバーの一人となった。ディフェンダーズを生き残った彼とエンジェル、アイスマンは直後にサイクロップスとジーン・グレイから接触を受け、新たなグループ『X-ファクター』を結成した。

### X-ファクター参加
X-ファクターとは、ビーストは毛皮に覆われた姿で始動したが、2番めのミッションでは、ビーストはカール・マードックスに捕獲され、その息子から言葉を奪ったミュータント化を取り除く方法を開発する試みに利用された。彼は血清を開発し、ビーストでそれを試した。X-ファクターはその瞬間に到着し、ハンクを救い出したが、血清が注入された後だった。顔を覆う包帯が剥がされると、彼が青い毛皮を失ってしまった事が明らかとなった。これはX−ファクターを普通の人間であり（実際には捉えたミュータントを助けていたが）仕事を必要としているミュータントハンターに見せかけるのに役立った。自分達の力が必要と見ると、彼等は新たなコスチュームをかつてのX-メンのコスチュームに似せたものにして、自らをX−ターミネーターズ（exterminator、つまりは害虫駆除業者）と呼び裏切り者であるかのように振る舞った。ビーストは再び普通の人間の顔に戻ってからかつて使っていたようなマスクを身につける事にした。
エンジェルが翼を失い、失踪した後、最終的にXファクターは古代のミュータントであるアポカリプスと激突した。アポカリプスはエンジェルをフォー・ホースメンで最もパワフルなデスに変えた。戦いの最中、ビーストは触れたものを凄まじい痛みを与えウイルスに感染させるホースメン・ペスティレンスに触れられた。その戦いは最終的に勝利し、アポカリプスは宇宙船を残して退却する。しかし、この勝利でエンジェルから人間性が奪われ、ビーストはペスティレンスから感染させられてしまった。感染はマディックスの血清治療と相互作用を起こし、彼を殺さずに、超人的な力を振るう度に知能が奪われてしまうようになった。ハンクの体調は何週間も悪化の一途をたどり、次第に言語能力を失っていった。彼はレポーターのトリッシュ・ティルビーに彼女がその情報をTVに使うつもりだとは気付かずにペラペラと喋ってしまった。トリッシュはハンクの状況を鑑みて、さきごろのX−ファクターの戦いをレポートする際に彼の名前を出さず、ただ単に『英雄的にニューヨークを守り抜き知能を失ってしまった者』とした。ビーストは彼女がその情報をすっかり使ってしまった事に未だに傷ついているが、彼女は彼に好意を持っている事を悟らせる事ができた。
X-ファクターは最終的に活動を終了し、ヒーローとして喝采を浴び、彼等はコスチュームをかつてのX−ターミネーターのコスチュームに似たものに変えた。ハンクの精神が子供なみになったころ、アイスマンにキスをしようとしていたインフェクティアというミュータントを取り押さえた。インフェクティアには触れたものの分子構造を操作し、突然変異を起こした『怪物』を生み出す能力を持っていた。彼女がビーストにキスをしたとき、彼は自制心を失い、通常の状態と毛皮に覆われた状態の二つを行ったり来たりしはじめた。最終的に、彼は毛皮に包まれた外見に落ち着いて、知能を保ち、かつてない強さを身につける事となった。サイクロップスの妻・マデリーン・プライヤーが地球と地獄の出入り口を開いたままにする為に自分自身とサイクロップスの息子ネイサンを犠牲にしようとした『インフェルノ』というイベントが起こった時、事態は再び激化する。彼女は自分がミスター・シニスターに造られたジーン・グレイのクローンである事を知り、心を失いはじめてからこれを企てたのだった。彼女は最終的にはシニスターが彼女は彼が真に求めるもの、つまりはアポカリプスさえも屈服させえるネイサンを生み出す為の繁殖牝馬以上の何者でもない事を告げられて、自ら死を選んだ。X-ファクターは子供を育てるため、そして平和が取り戻す為にX-Factor is left to raise the child and once again peace is restored for the most part.
そのほんの数ヶ月後、アポカリプスはこの裏切りを知り、ネイサンを探し出し殺そうとし、再び危機にさらされた。ビーストと他のX-ファクターはインフェルノ事件の初期にそうしたようにX-メンや他のスーパーヒーローたちとチームを組み、アポカリプスと月面で戦った。彼自身は殺されたが、彼はどうにかしてその幼子にテクノオーガニックウイルスを感染させた。未来から訪れたアスカニと名乗る女性にネイサンを治療をする事ができ、その未来で救済者になるだろうと告げられた時、サイクロップスには連れていかせるという選択肢しか残されていなかった。Xファクターの活動の終了に向けて、彼等はミューア・アイランド・サーガでシャドウキングと戦う事になった。最終決戦でエグゼビア教授は再び身体障害者になり、結果として、X−ファクターの面々をX-メンに戻らせることになった。

### X-メンへの帰還
ビーストの最も偉大な挑戦の一つはストライフが残した破壊的なテクノウイルスの研究である。ハンクは30歳を超え、自らの人生の業績に疑問を訂し、すっかり落胆していた。彼の葛藤はエグゼビア教授とモイラ・マクタガートがレガシーウイルスの研究の手助けを自分に求めなかった事によって更に募ったが、エグゼビアは単に彼に自分の生活を与えようとしていたことが明らかになった。データを詳しく調べながら、彼は問題が当初想像していたより更に難しい事を知った。ハンクは常に、時間さえあれば、自分はどんな問題でも解けると信じており、レガシーウイルスは彼の頭脳にこびりついて離れないものとなった。彼はシニスターにウイルスの情報を与えるというこの上なく非倫理的な決断を下した。彼には決断力があったが、自分自身を抑える為のモラルを欠いていた。
ターニングポイントはダークビーストが時としてしばらくの間閉じ込められ、入れ替えられていたハンクからより多くの情報を引き出しながら伝統的な手法のいくつかを終えた時に訪れた。解決に向けて（ビーストが個人的に治癒方法を見つけた時以外では）もっとも決定的な段階はDr.モイラ・マクタガートがミスティークの無責任なウイルス鎖の操作によって治療法を見つけたときである。これはいまだ不完全であり、ビーストは治療薬のデザインに専念した。モイラのノートに基づいて、ビーストはアンチウイルスを調合し上機嫌となったが、その報いは間もなく重々しい鐘の音として払われることになった。治療薬の公開の為にコロッサスが自らの命を犠牲にしなければならなかったのである。

### X-トリーム・X-メン
チームメイトを失った悲しみに暮れて、ハンクはしばらくの間ストームと彼女が率いるエクストリームチームとともに学園を離れ、デスティニィの日記の探索に乗り出した。ヴァルガスに攻撃を受けサイロックが死に、ビーストは酷く傷つき学園に帰還した。

### Beast's return
世界にミュータントのベビーブームが起こった頃、ミュータントコミュニティの多くがしばしば付加的、あるいは拡張的な能力を得るセカンドミューテーションを経験したようだ。激しい攻撃を受けて、ビーストのセカンドミューテーションはチームメイトのセイジの能力によってジャンプスタートさせられた。さらなるミューテーションはビーストに猫の様な体格を発達させ、最初のうち適応するのに手間取らせた。殺戮者カサンドラ・ノヴァのサイキック攻撃はビーストに屈辱を味わわせて、（身体を操られた彼の友人のビークに）酷く打ち負かされ、自分の新たな形態は単に連続的な退化の1段階に過ぎないのではないかという可能性につきまとわれるようになる。加えて、形態の変化はメディアで獣性を非難されて、長く付き合っていたガールフレンドのトリッシュ・ティルビーとの破局をもたらした。時を経て、ビーストはエマ・フロストと強い友情を築き、ある事件の折りに彼女を励ます為に花を贈った事がある。彼は彼女のダイアモンドフォームが粉々にされたことを知り、彼女を元に戻すのに時間を費やした。ジーン・グレイの決定的なジョルトによって、フロストは生き返る事ができた。
ビーストはその後、自分と同じ様な猫の様な特徴を持つ女性ミュータントらしきものを見つける。これは彼に希望をもたらしたが、猫の様な見た目の女性ミュータントではなく、人間の様な見た目を持つ猫のミュータントである事が分かった。どちらにせよ、その生き物の寿命は限られており、ビーストは彼女がX-マンションに残り落ち着ける場所で静かに過ごせるように取りはからった。
ミューテーションを「治」す『キュア』のニュースが突如として伝えられた時、ビーストは自分が真剣に再び人間の外見を取り戻す為にそれを服用することを考えている事を知った。ハンクは最終的にチームメイトのウルヴァリンに力強く「もしX-メンがキュアを服用すれば他のミュータントにネガティブなメッセージが伝わる事になるだろう」と「説得」されてそれを服用しない事に決めた。キュアが仲間の遺伝子学者Kavita Raoが（X-メンのコロッサスのように）ミュータントの死体を用いた実験を通して開発されたものだという事が分かると、ビーストはラオの作戦を挫こうとした。ヴィランのヘルファイアクラブがX-メンを攻撃した時、カサンドラ・ノバはテレパシーでビーストの高度な人間的な意識を取り去って動物的な本能だけを残した。ウルヴァリンをキャンパスで捕え（あまつさえ彼の足を食べて）、ブラインドフォールドという名の生徒は彼に自分とエグゼビアが彼が意識を失ってしまった場合に備えて造っておいた装置をもって立ち向かった。装置は紐をボール状にした形状の強力な感覚刺激剤とでも言うべきものであり、ビーストは遠回しに最大の脅威であるといっていた。回復すると、彼は素早くスーツとタイを着込み、ハイパーマグネティックデバイスを用いてウルヴァリンを救い出した。彼はチームメイトとともに、政府機関のS.W.O.R.D.によって連れ去られ、エイリアンのブレークワールドに空輸された。
マーベルのヒーロー達を二分したシビル・ウォー事件の最中、ビーストと他のX-メンは中立の姿勢をとった。しかし、ビーストは取り立ててその政策に好意的であるわけではなく、自らの正体を明かしたスパイダーマンがミッドタウンハイスクールで教職を続けられるようにホログラフィックによる変装装置を提供して、密かに自らのスタンスに違反している。スーパーヒューマン登録法に対する個人的な感情はさておき、ビーストは戦後のイニシアチブプログラム（次世代のスーパーヒーローのトレーニングを援助する。）の協力者の名簿に名を連ねている。彼のイニシアチブにおける新たな役職がX-メン及びエグゼビアの学園双方への義務に影響を与えるものなのかは現在では不明である。

### エンデンジャード・スピーシーズ
X-メンや他のミュータント達は交通事故で無くなったランドルーという名のミュータントの少年の葬儀に参列し、この事が持つミュータントという種への意味について熟考した。ビーストはM-デイを無効にする方法を模索する事を計画した。彼の研究は不首尾に終わった。

### ワールド・ウォー・ハルク
センチネルが飛び立った時ビーストはニューX-メンとトレーニングに励んでいた。ビーストは何が起きているのかを知ろうとし、テレビに映るハルクを見つけた。その時、ハルクはマンションに到着した。ビーストは外で活動していた他のチームに救難信号を送った。ビーストはニューX-メンに戦わなくてはならなくなるかもしれないと告げ、彼等は同意を示した。ビーストはエグゼビアとの面会を要求するハルクに会いにいった。ビーストは彼にエグゼビアを攻撃するつもりなら会わせるわけにはいかないと言った。その時ニューX-メンはハルクを攻撃し身動きを封じた。ビーストはエリクサーをハルクに近づけ、彼の力をハルクに使えるようにした。ビーストはハルクに対していくつかの攻撃する試みをしたが、ハルクには通じなかった。彼はハルクに強打されそうになったがアストニッシングX-メンが到着しプロフェッサーXはマンションから駆けつけ、ハルクの心に入り込もうとした。チャールズは彼らに彼が見た事を見せ、ビーストはショックを受けハルクに謝罪した。
二号ではビーストは再びチームメイトと共にハルクと戦闘している。戦いの中でノックアウトされた彼はエリクサーに治療されたが、さらに多くのX−チームが戦いを援護する為に駆けつけた。

### メサイア・コンプレックス
X-メンがX-遺伝子をもつ子供を追跡している時、ビーストはプロフェッサーXがセレブラを治すのを手伝っている。

## 能力とパワー
ビーストのミューテーションは隔世遺伝の結果によるものである可能性がある。しかし、彼はネオテニーのような特徴を持っており、彼が動物的な肉体に反して高度に発達した頭脳を持っている事に対する説明となるかもしれない。

### Anthropoid physique
元々ハンク・マッコイは一般的な類人猿の生理機能（ながい腕や脚や大きな手足など）とともに普通の人間の基本的な特徴を残していた。このミューテーションにより彼は超人的な力、スピード、反射機能、俊敏性、器用さ、身体の連携力、平衡感覚、耐久性を手に入れた。彼の足は手と同じくらいに多くの仕事をこなせた。天性の肉体と鍛錬により、ビーストはオリンピックレベルのアスリート並の運動性能を得、身体を柔軟にし、空中で離れ業を優雅に繰り出す事ができた。後に、薬の試作品を飲んだ事でハンクは更にミューテートし、体全体を灰色の、その後しばらくして青色の毛皮で覆われるようになった。彼はかぎ爪のような爪と牙の様な歯を得て、全体的により野獣の様な外見になった。この身体でビーストはかぎ爪を使って壁をよじ上るようになった。（彼はこの離れ業を完全に変貌する前に行ってはいた。）ビーストは気分を変えるフェロモンを放出する能力を得て、女性を性的に引きつける事になり、彼は通常の人間なら骨が砕ける程の落下に耐えられるようになっている。ビーストは手足をかなり強力に発達させており、驚く程の跳躍をし、短時間だがかなりのスピードで走り抜ける事ができる。

### Feline physique
命に関わる程に傷つけられてから、ハンクの肉体はセイジにジャンプスタートさせられる形でセカンダリーミューテーションを経験した。結果としてよりネコに近い外見となった。彼の力、スピード、感覚機能はこの変化に伴ってパワーアップした。彼はネコの様な反射能力と敏捷性を手に入れ、彼の視覚と嗅覚の能力は拡張された。加えて、ビーストは数時間のうちに怪我から復帰できるほどに治癒能力を発達させた。

### Genius intellect
ハンクはミューテーションによってもたらされたすばらしい能力だけではなく、優れた頭脳というもう一つの才能を持っている。彼は世界的に有名な生化学者であり、レガシーウイルスを治療した人物である。彼の遺伝子学における知能と専門技術はプロフェッサーXに匹敵する。その一方で、彼は一度もノーベル賞を受賞したり、全米科学アカデミーに選ばれていない。彼の同業者は彼について優しい科学の天才というよりはむしろ野獣の様な外見について見ているようだ。ルネッサンス的な教養の人であるマッコイは語学（少なくともドイツ語、ラテン語、スペイン語、日本語、ロシア語を流暢に話す。）、文学、哲学、歴史、絵画、音楽、に精通しており、とりわけ科学や技術には親和力があり、古典文学からの引用を強く好んでいる。

## その他のバージョン

### 1602
『マーベル1602』ではビーストはハル・マッコイとして知られており、オリジナルの大きな手足を備えた人間としての外見を持っている。彼は上品かつ雄弁に語る人物であり、Carlos Javier（プロフェッサーX）のグループ『ウィッチブリーズ』の一員である。いくつかの兵士が彼をじろじろと見た時、彼は睨み自分の外見をオークニー地方で生まれた事に原因があると考えた。

### アマルガムコミック
『ビーストリング』はアマルガムコミックスのスーパーヒーローであり、X−パトロールの一員であり、アマルガムコミックスが出版された両方の時期でX-パトロールシリーズに登場した。ビーストリングはマーベル・コミックのビーストとDCコミックのチェンジリングのアマルガムである。ビーストリングはX-メンでおなじみの姿を保っている傾向があるが、カラーリングは緑である場合が多い。

### ダークビースト
ハンク・マッコイの邪悪なドッペルゲンガーであるダークビーストは生化学と遺伝子エンジニアリングを彼が生まれ育ったパラレルワールドでミスターシニスターから学んだ。彼はエイジオブアポカリプスから脱出しアース616の過去に入り込んだ。
彼はオリジナルのモーロックス達の誕生に直接的な責任がある。ダークビーストはハンク・マッコイのパワーと知能を全て持っているが、倫理観は全くと言っていい程持っていない。ある事件の折り、ダークビーストはハンクの子供時代の友人の多くを殺害したが、何らかの理由で彼の両親には手を下さなかった。
しかし、ハンク・マッコイの最近の力、敏捷さ、スピードの上昇とネコのように鋭敏な感覚の獲得を伴うミューテーションによって、ダークビーストはもはや自分の分身ほどは強い存在では無くなった。

### Here Comes Tomorrow
150年後の未来を舞台にする『Here Comes Tomorrow』という物語ではジーン・グレイが死に、チャールズ・エグゼビアとスコット・サマーズが引退した後、エグゼビアの学園の校長の座を継いだ。この地位のプレッシャーと迫る人類の絶滅への回避方法の探求のプレッシャーに耐えかね、ビーストは能力拡張ドラッグ・キックに手を出す。彼は知らなかったが、キックはサブライムとして知られる存在のエアロゾルであった。サブライムはビーストの肉体を乗っ取り、彼を無力な肉体の共有者に貶めた。ジーン・グレイの死後150年後、サブライムは最終的に年老い、毛皮が白くなったビーストから出た直後に、サブライムの代表アポリオンによって殺害された。

### ハウス・オブ・M
ハウス・オブ・Mの世界ではビーストはヘンリー・ピムとフォージと一緒にトニー・スタークの元で働く科学者として登場している。ここではからはX-メン入団当時の外見のままであった。ビーストは単に自分がミュータントであることを理由に自分は人類より優れているのだと決めてかかっていた。

### マーベル・ゾンビーズ
この世界でゾンビとなったビーストは同じくゾンビとなったリード・リチャーズと共にセレブロの修理を行った。ドクター・ドゥームの城に多くの人間がいることを探知したビーストは襲撃に参加している。
その後ビーストはコロネルアメリカと議論している場面でキャップの新たな『コズミックパワー』によって頭部を吹き飛ばされている。

### ミュータントX
通常のマーベルユニバースに存在するX-メンのハボックは友人のグレイストーンが不完全なタイムマシーンを使って自分が元々いた時代に戻ろうとするのをくいとめようとした。しかし、装置は爆発し、ハボックは自分がパラレルワールドへと跳ばされてしまった事に気付いた。そしてその世界でのハボックはザ・シックスと呼ばれるヒーローグループのリーダーであった。そのチームの一員には異なる形でミューテーションをとげたハンク・マッコイがおり、この世界ではブルートと呼ばれていた。
若き科学者ハンク・マッコイはブランドコーポレーションで働き、ミューテーションの誘発物質を分離させる事ができた。彼はこの化学物質で自分の身体をミュータント化したがその結果は予想を超えるものだった。良く知られている様な類人猿的な姿ではなく、緑色の水棲生物的な形態へ変貌し、結果として知性を失った。超一流の俊敏さと怪力の他、ハンクの手には水かきがついており、水の中でも呼吸が可能になっている。彼は『インフェルノ』事件のさなか悪霊のS'ymとN'astirhと契約を結び、更にミューテーションが進んだ。しかし悪霊達は彼を助ける代わりに彼の下半身をヤギに変えてしまった。
時としてブルートの知性の欠落は欠点となった。ザ・シックスは一度カナダの荒野で事故を起こし、自分たちがザ・パック（野性的なバージョンのウルヴァリン、セイバートゥース、ワイルドチャイルド）に狙われている事に気付いた。ブルートが自らの動物的な性質に抗う事は難しく、一時的にパックに寝返った事さえもあった。しかし、彼の強さと猛烈な忠誠心は長所となった。
はじめてゴブリンクイーンの力が高められた時、彼女はザ・シックスの全メンバー（乗り気だったフォールンを除く）を自らの目的のために操った。彼女はブルートの野性的な側面を彼の意志に反して利用し、彼をほとんど意志のない野獣に仕立て上げた。ブルートはハボックとゴブリンクイーンの子供・スコッティ・サマーズが知らず知らずのうちに洗脳から解放したことで自由になった。ブルートはスコッティーを救出しようとしたが、他のメンバーが現れ彼を攻撃したため失敗する。ゴブリンクイーンは正気に戻ったわずかな時間の中でブルートにスコッティーをX-マンションに連れて行く事を許した。他のチームメンバーはゴブリンクイーンの影響力から脱し彼女を倒した、ハボックの元に残ることを選び、チームの新たな目標を凶行に走るニック・フューリーとS.H.I.E.L.D.からミュータントを救う事に改めた。
後にブルートは邪悪なプロフェッサーXがハボックに向かってはなったサイキックブラストに割って入った。これは期せずして彼の知能を元に戻し、何故自分が知能を失う事になったかを思い出させる事になった。この世界に元々いたハボックは妻のマデリーン・プライヤーを欺きファンタスティック・フォーのスー・ストームと不倫をしていた。マディーはアイスマンとの意味ありげな友情関係のなかに慰めを見出していたが、彼の能力の性質故にロマンチックな関係にはなりえなかった。ハボックは不倫をやめ、アイスマンに嫉妬するようになっていく。ハボックはブルートの顔に爆発を起こし、アイスマンを普通の姿に戻す実験を密かに妨害し、彼の振る舞いを子どもじみたものにした。完全に知性を取り戻し、ブルートはハボックを元いた世界に戻し、ブラットストームとガンビットのVampirismを（できるだけ）治し、アイスマンを元の姿に戻す方法を探し始めた。ブルートは全てにおいて成功したが、ハボックはチームメイトと親しくなりすぎて元いたマーベルユニバースに戻る事を選ばなかった。悲しむべき事に、ブルートの知性はエグゼビアのブラストの後遺症が無くなると再び失われた。
世界のほとんどが崩壊して、ブルートがどうなったのかは不明である。彼はその世界のドラキュラに攻撃され、糸に吊るされていた。彼はハボックが世界を去る時も生死の境目を行ったり来たりしていた。
『Endangered Species』のバックアップストーリーである『X-ファクター』24号では、ビースト（大半のミュータントが能力を失ってしまったことをなかったことにしようとしていた。）は他の世界と同じことをしようとして様々な自分自身の存在しえた姿を見ている。ある世界におけるビーストはブルートに近い姿をしており、彼がドラキュラの攻撃を生き延びたことを仄めかしている。

### シャドウX
ニューエクスカリバーはプロフェッサーXがシャドウキングに取り憑かれた別次元のX-メンであるシャドウXの一員のビーストの邪悪なカウンターパートと交戦した。彼らはM-デイの結果としてアース616に送り込まれた。

### アルティメットビースト
ヘンリー・”ハンク”・マッコイは見かけから明らかに分かるミュータントであり、巨大なエイプの様な手足は少年に理不尽な憎悪と偏見を招いていた。子供の頃はずっと両親共々自らの遺伝的な状態を非難しており、事態をややこしくしないように彼は自らの計り知れない知能を隠す事にした。ハンクはコードネーム・ビーストを名乗り、アルティメットX-メンの設立メンバーとなった。彼はチームのなかでえり抜きのエンジニアという役割を担い、X-メンのブラックバード・X-ジェットやデンジャールームを頻繁にアップグレードしていた。
ビーストはストームと断続的に付き合いをはじめた。ストームは高い知能を持つ彼にぞっこんであったが、ビーストの劣等感はしばしば二人の関係の妨げとなっていた。彼はストームはプロフェッサーXにマインドコントロールされているのだと決めつけていた。ビーストはインターネットを通じて別の女性と付き合い始めマグニートーがまだ生きている事をうっかり漏らしてしまい、アルティメットウォーを引き起こしてしまった事がある。この時のチャットの相手「ミュータントのスーパーモデル・ナオミ」は実は情報を引き出そうとしていたブロブであった。
ハンクは天才級のIQを持っている。彼のミュータントとしての生体生理学は彼にサルの様な外見の他に超人的な力、スピード、スタミナ、反射神経、瞬発力、筋肉の連携力、平均感覚、両手で文章を書きながら足でタイを結べる程の器用さを与えている。ウェポンX計画によりハンクは更により動物的な姿に変え、かぎ爪、牙、拡張された感覚能力を手に入れ体全体をふさふさとした青い毛皮が覆うようになった。
ビーストはセンチネルの攻撃による瓦礫に押しつぶされて死んでしまった。彼の死はX-メン全員にとって暗い影を投げかけるものであったが、特に大きなショックを受けたのはストームである。しかし、ビーストは病院で回復した事が明らかになった。エグゼビアとニック・フューリーは彼の生存を秘匿し、エグゼビアは彼を占有するためにビーストに自分の家族やX-メンに定期的に訪問しているように信じ込ませた。普通の人間の外見を取り戻し、ハンクは現在アドミラル・ストライカーによる反ミュータントを目的とした政府の陰謀によって生み出されたミュータントを脅かすレガシーウイルスの治療法を研究している。エグゼビアの見かけ上の死（実際にはタイムトラベル）によって彼に施されていた精神的な押さえ込みが破れたことにより、皆からは死んでいると思われていることを知り、S.H.I.E.L.D.のために働かされている現状を打破することを考えた。ビーストはS.H.I.E.L.D.の管理を脱走し、エグゼビアの学園に向かっている。.

### X-メン・フェアリーテイル
ビーストはアオイという名のサルの役で登場している。アオイは616のビーストに比べて若く、よりサルっぽい姿をしているが、青い毛皮はそのままである。勉強家で知性的なビーストと違い、アオイは陽気で悪戯好きである。裏をかかれた後、アオイはヒトメ（サイクロップス）の仲間になった。彼は巨大で強い形態に変化する能力を披露していた。

## 他メディア

### テレビ
- ビーストがアニメで登場したのは1966年の『マーベル・スーパーヒーローズ』のエピソード『ザ・サブマリナー』である。オリジナルのX-メンメンバー達（エンジェル、サイクロップス、アイスマン、ジーン・グレイ）と一緒に登場した。
- ビーストは他のオリジナルのX-メンと共にテレビアニメシリーズ『スパイダーマン&アメイジング・フレンズ』の『The Origin of Iceman』というエピソードに登場した。彼はただフラッシュバックだけに元々の姿で登場し、台詞は全くなかった。
- ビーストは『X-メンアニメシリーズ』および『X-メン:エボリューション』の第二シーズン以降でレギュラーとして登場しており、声はジョージ・ブザが担当している。ちなみにブザは映画第一作でアンナ・パキン演じるローグをバーまで送り出すトラックのドライバーとして小さくカメオ出演している。
- ブザは1994年の『スパイダーマン』アニメシリーズの二つのエピソードにおいてビーストの声を担当している。この作品でのビーストはスパイダーマンの突然変異を誘発させる病気の治療法を探しており、ブランドコーポレーションがミュータントを絶滅させようとする計画を暴いた。
- 短期間だが、アニメシリーズ『アベンジャーズ:ユナイテッド・ゼイ・スタンド』のエピソード『Remnants』でアベンジャーズの会議中にビーストの絵が壁にかけられているのが見て取れる。しかし、ビーストは実際には番組には登場せず、過去にチームメンバーだったという言及は実際にはない。
- 『X-メン:エボリューション』ではハンク・マッコイはニューヨーク市ベイヴィルにあるベイヴィル高校に出席し、十代の頃にエグゼビア教授からアプローチを受けている。その時、ハンクはエグゼビアの援助の申し出を断って科学と体育の教師になった。長年にわたってハンクは自分が開発した血清を使って自らのミューテーションをどうにかコントロールしていた。しかし血清は上手くいかなくなってきており、彼は最終的にコントロールを失い、『ビースト』へとミューテートしてしまう。『ビースト』として彼は大規模な破壊行動を起こし、逃亡者として追われる事となった。最初の変貌後、彼はコントロールを取り戻す事ができたが、彼は永久的に『ビースト』の肉体に捕われる事となった。しかしスパイクの手助けのおかげで知性を保ち変貌によって生じる敵意を克服する事ができた。ハンク・マッコイとして生きる事が不可能になり、彼はエグゼビアの学園に加わり、ニューミュータンツを指導する手助けをする事になった。彼の声はマイケル・コプサが担当した。
- 『ロボットチキン』のエピソード『Sausage Fest』ではビーストはセンチネルとの戦いで死亡し、特集を組まれたX-メンのなかにいた。
- ビーストはテレビシリーズ『ウルヴァリン・アンド・ジ・X-メン』に登場する。彼の声はFred Tatascioreが担当する。

### 映画

#### X-メン
ビーストは『X-メン』に登場する予定だったが、メイキャップでの問題が発覚し取りやめになった。ドクターとしての役回りはジーン・グレイが行う事になった。

#### X-MEN2
映画『X-MEN2』ではスティーブ・ベーシック演じるドクター・ハンク・マッコイは普通の人間としてカメオ出演している。彼はバーのシーンでTVに登場しており、人類のミューテーションの権威として登場している。ダークセレブロが全てのミュータントを殺すように設定されるあたりの削除されたシーンではハンク・マッコイが機械に影響を受けて次の作品で見られる様な青い毛皮で覆われた類人猿の外見になっていた。

#### X-MEN:ファイナル ディシジョン
『X-MEN:ファイナル ディシジョン』では、ケルシー・グラマーが彼を演じた。ビーストはかつてX-メンの一人であったが、既に学園を卒業している。彼は政治の分野で働いており、ミュータント省の長官になっている。公式ホームページでは彼は優れた科学研究者であり、ミュータントの遺伝子学についてかなりの理解力と洞察力を持っているようだ。これは映画で明示的に示されているわけではないが、ビーストが科学者である事について仄めかす部分もある。例えばビーストは博士号を持っており、『サイエンティフィック・アメリカン』を読んでおり、ストームの言葉を訂正しようとしたときには『Well, scientifically speaking ...』といったが、遮られている点などが挙げられる。
キュアがリリースされてから、彼はエグゼビアに接触し、一部のミュータントがどうして迫害から自由になろうとするのかについて理解を示しながら、彼に状況を知らせた。彼があずかりしらない所でキュアが武器として使われ始めてから、ビーストは政府での地位を辞し、エグゼビアのマンションを訪れ、そこで自分の信条に従うべきだと感じる。ブラザーフッドがアルカトラズ島（キュアを製造している研究所があった。）に向けて蜂起した時、ビーストは自分の昔のユニフォーム（前より窮屈になったとコメントしていた。）を着込み、ブラザーフッドを退けるのを助太刀する為にX-メンに助太刀した。彼は戦いの中でより原始的な性質を取り戻したようで、野蛮な戦闘スタイルで敵を倒しながら度々唸り声をあげていた。クライマックスとなるシーンでは彼がマグニートーにキュアを注射した。
事件後、彼はアメリカ合衆国の国連大使に任命された。映画のノベライズとDVD版の別エンディングではこの職を辞退し、学園に教師として残っている。

#### X-MEN: ファースト・ジェネレーション
『X-MEN:ファースト・ジェネレーション』ではニコラス・ホルトがハンク・マッコイを演じた。ハンクは15歳のときにハーバード大学を卒業し、CIAで研究者として働いていたときにチャールズ・エグゼビアたちと出会った。この時の彼は足だけが獣のように変化しており、同じく自分の姿にコンプレックスを抱いていたミスティークと恋に落ち、彼女の血清を利用して普通の人間の姿に戻す薬を作ることを決意する。しかし出来上がった薬には欠陥があり、その結果ハンクの全身は青い獣人の姿に変化し、ビーストと呼ばれるようになった。ハンクはこの他にもブラックバードやセレブロのプロトタイプを設計した。

#### X-MEN: フューチャー&パスト
『X-MEN:フューチャー&パスト』では、過去ではニコラス・ホルト、改変後の未来ではケルシー・グラマーが演じた。チャールズと共に、過去に現れたローガンと行動する。自身が開発した新薬を使って青い獣の姿にはならないようにしているが、パリでの戦いでは獣と化し、マグニートーと戦った。ローガンの発言の中で、センチネルによって支配された未来では彼は死亡していることが判明している。改変された世界では、学園の教師として働いている。

#### マーベルズ
MCU作品への初めての出演となる。ミッドクレジットシーンに登場する。ケルシー・グラマーが演じる。バイナリーに保護されたモニカの経過観察を行なっている。

### ビデオゲーム
- ビーストは『X-メン2:クローンウォーズ』に登場している。
- ビーストは『X-メン:ミュータントアカデミー』シリーズの『X-メン:ミュータントアカデミー』および『X-メン:ミュータントアカデミー2』に登場している。
- ビーストは『X-メン:ネクストディメンジョン』にも登場している。
- 『X-メンvsストリートファイター』にはあるステージの背景でビーストとブランカを確認できる。
- ビーストは『X-メン2:ウルヴァリンズ・リベンジ』に登場し、ウルヴァリンにShiva Virusが彼を殺すまでに解毒剤を手に入れなければならない制限時間を示す時計を渡している。
- ビーストはスーパーファミコンのゲーム『X-MEN Mutant Apocalypse』に使用可能なキャラクターとして登場している。
- ビーストは『スパイダーマン:エンターエレクトロ』の第一レベルで登場している。声はディー・ブラッドレイ・ベイカーが担当した。
- ビーストは使用可能なキャラクターとして『X-メン・レジェンズ』に登場している。『X-メン・レジェンズ』ではプレイヤーは彼の研究所を見て回ることができる。彼の声はリチャード・ドイルが担当した。『X-メン:ライズ・オブ・アポカリプス』では彼はデンジャールームとアイテムショップの管理者として登場し、アポカリプスが彼を誘拐し洗脳し『ダークビースト』に変えてからは悪漢として登場する。
- ビーストは『マーベル・アルティメットアライアンス』のドゥームズデイのカットされたシーンでドクター・ドゥームに連れ去られたX-メンの一人である。ウィーゼルはX-マンションにいる間彼を『ブルーエイプ』と呼んでいる。
- ビーストは『X-メン:オフィシャル・ゲーム』に登場している。彼はエグゼビアが彼がヘンリーにきっとマグニートーを見つけると約束すると書きとめた時に初めて言及されている。彼はブルックリンブリッジでのマルチプルマンとの戦いの後エグゼビアがセンチネル達について彼に質問する時に登場している。

### 玩具
- ビーストはマーベル・レジェンズの玩具群の第4シリーズとX-メン・レジェンズボックスセット（ラボコートと眼鏡を身につけている）で登場している。
- ビーストはマーベル・アイコンズ12インチのアクションフィチュア群の第3シリーズには灰色の毛皮、ヴァリアントとして青い毛皮を持ったラボコートと眼鏡を身につけているフィギュアが存在している。
- ハスブロがマーベルの玩具を2007年に引き継いだ時、組み立て済みフィギュアシリーズ『アニヒラス』の一つとして『X-メン:ザ・ラストスタンド』でケルシー・グラマーが演じるビーストをリリースした。

### Print
- マーベルの漫画雑誌『マーベル・ヴィジョン』ではほとんどのシリーズにおいてビーストは自らの名をタイトルにした『ビースト・ファイル』の著者だと推定されている。このシリーズは2ページからなる記事で構成されておりキャラクターが他のヒーローやヴィラン達についての詳細なプロフィールを記録している様子が描かれたのは他のコミックユニバースを含めてもおそらく初めての試みである。この形式は後に他の多くの本で採用され、最も顕著なものとしてアレックス・ロスのシリーズ『ジャスティス』の全12話のミニシリーズにはそれぞれの号で2つのプロフィールを載せていた。ファイルは2年以上掲載された。『ビースト・ファイル』は実際にはベニー・R・パウエルが書いていた。
- ネット上にあるライティングコミュニティのサブリアリティでは、ハンク・マッコイは時々tのアシスタントマネージャーとして登場している。